# خلیج بوتنیان
خلیج بوتنیا یا خلیج بوتنیان (به سوئدی: Bottenviken؛ فنلاندی: Perämeri) شمالی‌ترین قسمت خلیج بوتنیا است که به نوبه خود قسمت شمالی دریای بالتیک است. پس از با از بین رفتن به مرور یخچال‌های عصر یخبندان، زمینی که خلیج را در خود نگه می‌داشت به توسعه خود ادامه داد و طی ۲۰۰۰ سال آینده خلیج به یک دریاچه بزرگ آب شیرین تبدیل شد.محل اتصال آن با کوارکن جنوبی بیشتر از ۲۰ متر (۶۶ فوت) است. امروزه این خلیج توسط چندین رودخانه بزرگ تغذیه می‌شود و جزر و مد بر آن تأثیر نمی‌گذارد، بنابراین شوری کمی دارد ولی هر سال تا شش ماه منجمد می‌شود و در مقایسه با سایر مناطق بالتیک، زندگی گیاهی یا جانوری کمی دارد.